# Bázeň Boží
Bázeň Boží označuje v biblických náboženstvích respekt a hlubokou úctu, která je přísně vyhrazena jedinému Bohu. Je to zároveň označení pro jeden z darů Ducha svatého. Biblický citát „Začátek moudrosti je bázeň před Hospodinem“, latinsky Initium sapientiae timor Domini, se vyskytuje v literatuře, na nápisech, ve výtvarném umění a je také mottem několika vysokých škol.

## Původ a význam
Spojení „bázeň Boží“ („bázeň před Hospodinem“, „bát se Hospodina“ a podobně) navazuje na prastaré přesvědčení, že základem moudrého života a jednání musí být přiměřené sebehodnocení člověka. Jakožto konečná, omezená bytost se člověk musí bránit sklonu k pyšnému a svévolnému jednání, jak to vyjadřují různá přísloví, například české „Pýcha předchází pád“ nebo staré řecké „Sytost – pýcha – pád“ (řec. koros – hybris – até).
Sloveso mít bázeň, respektive slovesný kořen ירא je pravděpodobně stejného původu jako sloveso vyjadřující myšlenku vidět – ראה
Tedy mít bázeň Boží, bát se Boha, znamená vědět že Bůh se na nás dívá, ať už jsme kdekoliv a děláme cokoliv. Mít před Pánem Bohem bázeň, neznamená pak strach a hrůzu z Boha, ale vědomí jeho pohledu, což je dědictvím Božího lidu. Až teprve vědomí Boží existence vede jednotlivce k hluboké úctě vůči Bohu. (vždyť nemůžeme mít v úctě někoho, o kom pochybujeme, že vůbec existuje)
V biblické „literatuře moudrosti“ (mladší, zčásti řecká část Starého zákona) je tato myšlenka rozšířena o přesvědčení, že
- „Všechna moudrost je od Hospodina a je s ním navěky“ (Sír 1,1), takže člověk ji přijímá jako dar.
- „Bázeň před Hospodinem je slávou a chloubou, přináší veselí a věnčí jásotem. Bázeň před Hospodinem oblažuje srdce, dává veselí, radost a dlouhý věk.“ (Sír 1,11-12) Nepadá tedy na člověka jako úzkost, ale naopak ho osvobozuje a zbavuje strachu z pověrečných mocností a dokonce i smrti: „tomu, kdo se bojí Boha, bude dobře v poslední chvíli, bude požehnán v den svého skonání“ (Sír 1,13)
- V souvislosti s biblickým monoteismem je ale naopak člověku zakázáno prokazovat takovou úctu komukoli a čemukoli jinému kromě jediného Boha. (Ex 20,4nn)

Izrael také přesně ví, jak má tuto „bázeň Boží“ vyjadřovat, jak podle ní jednat: to je shrnuto v Desateru přikázání – a kdo podle nich jedná, nemusí se už ničeho bát. Biblická Kniha Kazatel proto shrnuje: „Závěr všeho, co jsi slyšel: Boha se boj a jeho přikázání zachovávej; na tom u člověka všechno závisí“ (Kaz 12, 13). Z tohoto přesvědčení pak vyplývá zdánlivě paradoxní jednání zbožných židů i křesťanů, kteří se na jedné straně ochotně podřizovali veřejným autoritám a na druhé neústupné odmítali například prokazovat římským vladařům božské pocty.
Toto základní rozlišení mezi bezpodmínečnou úctou a poslušností vůči jedinému Bohu a omezenou poslušností vůči všem lidským autoritám převzala i další biblická náboženství – křesťanství i islám. Bylo však daleko daleko obtížnější, když se tato náboženství prosadila a i vladaři a panovníci se stali křesťany či muslimy. Křesťanství tak v celých svých dějinách váhalo mezi tendencí pokládat i světskou moc za výraz vůle Boží (viz například už Mt 22,15-21; J 19,11; Ř 13,1 aj., později zejména u M. Luthera, T. Hobbese nebo I. Kanta) a naopak kritickým postojem k veřejné moci a autoritě, jak ji hájil například Augustinus („O obci Boží“), Tomáš Akvinský názorem, že tyranii dokonce není dovoleno poslouchat, stejně jako množství heretických hnutí ve středověku i v novověku. Dědictvím tohoto přesvědčení, které je i dnes předmětem sporů, je například i článek 23 Listiny základních práv a svobod ČR o „právu na odpor“.

## Biblická místa
V bibli se spojení „bázeň Boží“ v různých formulacích objevuje na mnoha místech, například:
- Genesis 20,11, kde znamená právo, právní řád
- Žalm 111, 10:
  - Počátek moudrosti jest bázeň Hospodina; rozumu výborného nabývají všickni, kteříž činí ty věci; chvála jeho zůstává na věky. (Bible kralická)
  - Počátek moudrosti je bát se Hospodina, velice jsou prozíraví všichni, kdo tak činí. Jeho chvála trvá navždy! (ČEP)[4]
- Kniha Jób 15,4: "Ty sám porušuješ bázeň Boží, rozjímat před Bohem znemožňuješ."
- Kniha Sírachovec 1,1-14.21
- Kniha přísloví 9,10: Začátek moudrosti je bázeň před Hospodinem a poznat Svatého je rozumnost.[5]

## V patristické teologii
Sv. Ambrož (De officiis) označuje bázeň před Hospodinem za nejvlastnější původ správného jednání a základ kardinálních ctností.

## V současné teologii
Teolog Wolfhart Pannenberg popisuje bázeň Boží následujícím způsobem: "Bát se Boha znamená uznávat jej v jeho svrchovanosti a moci, jako Tvůrce, na kterém v každém okamžiku závisí náš život, a jako soudce, před nímž nezůstane nic skryto."

## Motta vysokých škol
Tento citát, Initium sapientiae timor Domini (angl. Fear of the Lord is the beginning of wisdom), je také mottem několika vysokých škol:
- University of Aberdeen (Skotsko, VB)
- Concordia University College of Alberta (Kanada) - luteránská vysoká škola